# Furnica, Constanța
Furnica, mai demult Șchender (în turcă İskender), este un sat în comuna Dumbrăveni din județul Constanța, Dobrogea, România.
La recensământul din 2002 avea o populație de 92 locuitori.